# Vix dum a nobis
Mit der Enzyklika Vix dum a nobis vom 7. März 1874 über die Kirche und liberale Gesetzgebung in Österreich wendet sich Papst Pius IX. gegen die Liberalisierung der Gesetze.
Siehe auch Hauptartikel: Geschichte des Christentums in Österreich

## Inhalt der Enzyklika

### Begrüßungsformel
Hierin bedauert er die Abspaltungen von der katholischen Kirche in der Schweiz und die Einführung der bürgerlichen Eheschließung in Preußen. Er führt an, dass sich die Kirche dagegen wehren müsse, zumal die „Österreichische Nation“ eine große „christliche Republik“ sei und immer für den katholischen Glauben eingetreten sei.

### Feindliche Gesetze
Die neuen, in Österreich vorbereiteten Gesetze führten schrittweise zur Trennung von Staat und Kirche, sie sind – aus der Sicht des Papstes – als feindlich zu betrachten und richteten sich gegen die katholischen Lehren.

### Kirchliche Berechtigung
Hierzu sagt er, dass Gott die Kirche mit den göttlichen Geschenken und einer unfehlbaren Berechtigung zur Überlieferung der heiligen Lehre und der heiligsten Priesterschaft ausstatte. Er rüste sie auch mit der Energie aus, Gesetze zu verabschieden, Urteile auszuüben und heilbringenden Zwang in allen Angelegenheiten einzusetzen. Diese supernaturale Energie der kirchlichen Richtlinie sei unabhängig von der politischen Berechtigung. Aus diesem Grund sei das Königreich Gottes eine vollkommene Gesellschaft, die durch ihre eigenen Gesetze und ihre eigenen Rechte zusammengehalten und geregelt werde.

### Absicht der neuen Gesetze
Er bezweifelt die Rechtmäßigkeit der neuen Gesetze und bringt zum Ausdruck, dass diese Liberalisierung zu einer Trennung zwischen der katholischen Kirche und der Zivilregierung führen wird. Er sieht auch eine Trennung zwischen der katholischen Kirche und dem Kaiser von Österreich, da dieser glaube alles tun zu dürfen. Er verweist auf die Entwicklung in Preußen und erinnert an die geschriebenen Worte: „...die Sachen des Gottes gehören Gott, die von Caesar zu Caesar. Der Palast gehört dem Kaiser, die Kirche zum Priester... “

### Rolle des Klerus
Der österreichische Klerus und besonders der österreichische Episkopat wird aufgefordert, den liberalen Bestrebungen nicht zu folgen. Sie sollen sich bemühen dieser Gefahr mit Besonnenheit und Eifer zu trotzen, sie sollen sich beraten, um gemeinsame christliche Ziele einzuklagen.

### Glaube und Hoffnung
In seinen Abschlussworten verzichtet der Papst ausdrücklich auf eine Exhortatio (... es bedarf keiner Exhortatio ..), sondern er erinnert an die gewissenhafte Ausübung des kirchlichen Amtes sowie an den christlichen Glauben, gleichzeitig setzt er auf die Hoffnung, dass Kaiser Franz Joseph I. seine Gottergebenheit nutzen möge, um die neue Gesetzgebung zu verhindern.